# 御手洗潔シリーズ
『御手洗潔シリーズ』（みたらいきよしシリーズ）は、島田荘司の推理小説のシリーズ。島田のデビュー作である『占星術殺人事件』を始めとする、御手洗潔を主人公としたミステリーシリーズ。

## シリーズ作品
| #  | タイトル                                    | 書誌情報 | 書誌情報 | 備考 |
| -- | ------------------------------------------- | --- | --- | --- |
| 1  | 占星術殺人事件                              | 1981年12月 講談社 ISBN 4-06-130820-3 1985年02月 講談社ノベルス ISBN 4-06-181168-1 1987年07月 講談社文庫 ISBN 4-06-183371-5 1988年06月 講談社 ISBN 4-06-203860-9 1990年11月 光文社文庫 ISBN 4-334-71242-8 | 改訂完全版 2008年01月 南雲堂 ISBN 978-4-523-26471-2 2008年01月 講談社ノベルス ISBN 978-4-06-182571-0 2013年08月 講談社文庫 ISBN 978-4-06-277503-8 | |
| 2  | 斜め屋敷の犯罪                              | 1982年11月 講談社ノベルス ISBN 4-06-181029-4 1988年06月 講談社 ISBN 4-06-203860-9 1989年01月 光文社文庫 ISBN 4-334-70870-6 1989年11月 講談社ノベルス ISBN 4-06-181029-4 1992年07月 講談社文庫 ISBN 4-06-185189-6 2008年02月 講談社ノベルス ISBN 978-4-06-182584-0 2008年03月 南雲堂 ISBN 978-4-523-26472-9 2016年01月 講談社文庫 ISBN 978-4-06-293265-3 | | |
| 3  | 御手洗潔の挨拶                              | 1987年10月 講談社 ISBN 4-06-203624-X 1989年12月 講談社ノベルス ISBN 4-06-181462-1 1991年07月 講談社文庫 ISBN 4-06-184943-3 | | 収録作品 - 数字錠 - 疾走する死者 - 紫電改研究保存会 - ギリシャの犬                                                                                                  |
| 4  | 異邦の騎士                                  | 1988年04月 講談社 ISBN 4-06-193962-9 1990年11月 講談社ノベルス ISBN 4-06-181522-9 1991年12月 講談社文庫 ISBN 4-06-185044-X | 改訂完全版 1997年10月 原書房 ISBN 4-562-02967-6 1998年03月 講談社文庫 ISBN 4-06-263770-7                                                          | |
| 5  | 御手洗潔のダンス                            | 1990年07月 講談社 ISBN 4-06-205019-6 1992年08月 講談社ノベルス ISBN 4-06-181640-3 1993年07月 講談社文庫 ISBN 4-06-185438-0 | | 収録作品 - 山高帽のイカロス - ある騎士の物語 - 舞踏病 - 近況報告 |
| 6  | 暗闇坂の人喰いの木                          | 1990年10月 講談社 ISBN 4-06-193995-5 1993年02月 講談社ノベルス ISBN 4-06-181662-4 1994年06月 講談社文庫 ISBN 4-06-185694-4 | | |
| 7  | 水晶のピラミッド                            | 1991年09月 講談社 ISBN 4-06-205539-2 1994年01月 講談社ノベルス ISBN 4-06-181709-4 1994年12月 講談社文庫 ISBN 4-06-185841-6 | | |
| 8  | 眩暈                                        | 1992年09月 講談社 ISBN 4-06-206063-9 1995年01月 講談社ノベルス ISBN 4-06-181825-2 1995年10月 講談社文庫 ISBN 4-06-263079-6 | | |
| 9  | アトポス                                    | 1993年10月 講談社 ISBN 4-06-206736-6 1996年01月 講談社ノベルス ISBN 4-06-181885-6 1996年10月 講談社文庫 ISBN 4-06-263360-4 | | |
| 10 | 龍臥亭事件                                  | 1996年01月 カッパ・ノベルス ISBN 4-334-07174-0（上） / ISBN 4-334-07175-9（下） 1998年08月 光文社 ISBN 4-334-92301-1 1999年10月 光文社文庫 ISBN 4-334-72889-8（上） / ISBN 4-334-72890-1（下） | | 石岡が主役で、御手洗本人はほとんど登場しない。 津山三十人殺しを元に書かれている。                                                                                   |
| 11 | 御手洗潔のメロディ                          | 1998年09月 講談社 ISBN 4-06-209345-6 2001年01月 講談社ノベルス ISBN 4-06-182151-2 2002年01月 講談社文庫 ISBN 4-06-273356-0 | | 収録作品 - IgE - SIVAD SELIM - ボストン幽霊絵画事件 - さらば遠い輝き                                                                                                |
| 12 | Pの密室                                     | 1999年10月 講談社 ISBN 4-06-209902-0 2001年11月 講談社ノベルス ISBN 4-06-182220-9 2003年02月 講談社文庫 ISBN 4-06-273661-6 | | 収録作品 - 鈴蘭事件 - Pの密室 |
| 13 | 最後のディナー                              | 1999年11月 原書房 ISBN 4-562-03263-4 2001年12月 講談社ノベルス ISBN 4-06-182227-6 2002年12月 角川文庫 ISBN 4-04-168206-1 2012年01月 文春文庫 ISBN 978-4-16-748009-7 | | 収録作品 - 里美上京 - 大根奇聞 - 最後のディナー |
| 14 | ハリウッド・サーティフィケイト              | 2001年08月 角川書店 ISBN 4-04-873321-4 / 2003年10月 角川文庫 ISBN 4-04-168207-X | | 『暗闇坂の人喰いの木』からのサブ・キャラクター、松崎レオナが主役の外伝的作品で、御手洗本人は電話のみでの登場                                                        |
| 15 | ロシア幽霊軍艦事件                          | 2001年10月 原書房 ISBN 4-562-03436-X 2004年01月 講談社ノベルス ISBN 4-06-182351-5 2004年10月 角川文庫 ISBN 4-04-168208-8 2015年01月 新潮文庫nex ISBN 978-4-10-180024-0 | | |
| 16 | 魔神の遊戯                                  | 2002年08月 文藝春秋 ISBN 4-16-321150-0 2005年11月 文春文庫 ISBN 4-16-748003-4 | | |
| 17 | セント・ニコラスの、ダイヤモンドの靴        | 2002年12月 原書房 ISBN 4-562-03572-2 2004年12月 講談社ノベルス ISBN 4-06-182411-2 2005年12月 角川文庫 ISBN 4-04-168209-6 2015年09月 新潮文庫nex ISBN 978-4-10-180047-9 | | 収録作品 - セント・ニコラスの、ダイヤモンドの靴 - シアルヴィ館のクリスマス                                                                                          |
| 18 | 上高地の切り裂きジャック                    | 2003年03月 原書房 ISBN 4-562-03630-3 2005年11月 講談社ノベルス ISBN 4-06-182457-0 2006年11月 文春文庫 ISBN 4-16-748005-0 | | 収録作品 - 上高地の切り裂きジャック - 山手の幽霊 |
| 19 | ネジ式ザゼツキー                            | 2003年10月 講談社ノベルス ISBN 4-06-182341-8 2006年10月 講談社文庫 ISBN 4-06-275532-7 | | |
| 20 | 龍臥亭幻想                                  | 2004年10月 カッパ・ノベルス ISBN 4-334-07583-5（上） / ISBN 4-334-07584-3（下） 2007年10月 光文社文庫 ISBN 978-4-334-7431-78（上） / ISBN 978-4-334-74318-5（下） | | |
| 21 | 摩天楼の怪人                                | 2005年10月 東京創元社 ISBN 4-488-01207-8 2009年05月 創元推理文庫 ISBN 978-4-488-48801-7 | | |
| 22 | 溺れる人魚                                  | 2006年06月 原書房 ISBN 4-562-04023-8 2009年07月 講談社ノベルス ISBN 978-4-06-182657-1 2011年02月 文春文庫 ISBN 978-4-16-748008-0 | | 収録作品 - 溺れる人魚 - 人魚兵器 - 耳の光る児 - 海と毒薬 |
| 23 | UFO大通り                                   | 2006年08月 講談社 ISBN 4-06-213564-7 2008年10月 講談社ノベルス ISBN 978-4-06-182618-2 2010年10月 講談社文庫 ISBN 978-4-06-276771-2 | | 収録作品 - UFO大通り - 傘を折る女 |
| 24 | 最後の一球                                  | 2006年11月 原書房 ISBN 4-562-04038-6 2009年05月 講談社ノベルス ISBN 978-4-06-182647-2 2010年07月 文春文庫 ISBN 978-4-16-748007-3 | | |
| 25 | リベルタスの寓話                            | 2007年10月 講談社 ISBN 978-4-06-214276-2 2010年03月 講談社ノベルス ISBN 978-4-06-182705-9 2011年08月 講談社文庫 ISBN 978-4-06-277012-5 | | 収録作品 - リベルタスの寓話 - クロアチア人の手 |
| 26 | 進々堂世界一周 追憶のカシュガル             | 2011年04月 新潮社 ISBN 978-4-10-325232-0 2015年01月 新潮文庫nex ISBN 978-4-10-180025-7【改題：御手洗潔と進々堂珈琲】 | | 収録作品 - 進々堂ブレンド1974 - シェフィールドの奇跡 - 戻り橋と悲願花 - 追憶のカシュガル                                                                            |
| 27 | 星籠の海 The Clockwork Current              | 2013年10月 講談社 ISBN 978-4-06-218589-9（上） / ISBN 978-4-06-218700-8（下） 2015年12月 講談社ノベルス ISBN 978-4-06-299058-5（上） / ISBN 978-4-06-299059-2（下） 2016年03月講談社文庫 ISBN 978-4-06-293310-0（上） / ISBN 978-4-06-293311-7（下） | | ノベルス版のみ、上下巻共に「御手洗潔スペシャルトーク」を併録 |
| 28 | 屋上の道化たち                              | 2016年04月 講談社 ISBN 978-4-06-219998-8 2018年02月 講談社ノベルス ISBN 978-4-06-299118-6【改題：屋上】 | | |
| 29 | 御手洗潔の追憶                              | 2016年05月 新潮文庫nex ISBN 978-4-10-180067-7 | | 収録作品 - 御手洗潔、その時代の幻 - 天使の名前 - 石岡先生の執筆メモから。 - 石岡氏への手紙 - 石岡先生、ロング・ロング・インタヴュー - シアルヴィ - ミタライ・カフェ |
| 30 | 鳥居の密室 世界にただひとりのサンタクロース | 2018年08月 新潮社 ISBN 978-4-10-325235-1 | | |
| 31 | 伊根の龍神                                  | 2025年03月 原書房 ISBN 978-4-56-207506-5 | | |

### その他の作品
- 糸ノコとジグザグ（『毒を売る女』1988年08月 光文社 / 1991年11月 光文社文庫）  - 御手洗が無名で登場
- 切り裂きジャック・百年の孤独（1988年08月 集英社 / 1991年08月 集英社文庫 / 2006年10月 文春文庫） - 御手洗が偽名で登場
- 「BEWITH」への手紙（『島田荘司読本』1997年06月 原書房 / 2000年07月 講談社文庫） - 松崎レオナからの手紙形式の短編
- 読者への手紙（同上）
- 犬坊里美の冒険（2006年10月 光文社 ISBN 4-334-07640-8 / 2009年08月 光文社文庫 ISBN 978-4-334-74627-8） - 犬坊里美が主役で、御手洗本人は登場しない
- 痴漢をゆるさない！ 犬坊里美の冒険 検察修習編（『ジャーロ』No.40 2010年11月 光文社） - 『犬坊里美の冒険』の続編となる中編
- 御手洗潔ショートショート（『BAILA』2016年6月号 集英社）
- 香具山の白い衣（『ダ・ヴィンチ』2016年6月号 角川書店） - 『星籠の海』スピンオフ
- 世界にただひとりのサンタクロース（アンソロジー『鍵のかかった部屋 5つの密室』2018年09月 新潮文庫nex） - 『鳥居の密室 世界にただひとりのサンタクロース』の一部を短編として抜粋したもの

### パスティーシュ
- 御手洗パロディ・サイト事件（2001年08月 南雲堂SSKノベルス）
- パロサイ・ホテル 御手洗パロディ・サイト事件2（2001年08月 南雲堂SSKノベルス）

### ガイドブック
- 名探偵・御手洗潔シリーズ（2014年10月31日配信 講談社デジタル）

### 選集
- 名探偵傑作短篇集 御手洗潔篇（2017年08月 講談社文庫）
  - 収録作品：数字錠 / ギリシャの犬 / 山高帽のイカロス / IgE / SIVAD SELIM

## 登場人物

### 主要人物
御手洗 潔（みたらい きよし）
1948年11月27日生まれ。
シリーズ第1作『占星術殺人事件』では、東横線の綱島に事務所を持つ「探偵が趣味の占星術師」であったが、後にこの「占星術師」という設定はフェイドアウトして行き、正式に横浜の馬車道に事務所を構え、「星占いが趣味の私立探偵」となり、近年では「探偵が趣味の脳科学者」という設定になっている。

戦前は高級官僚であった父親と数学者の母親の間に生まれ、姓は父方のものだが幼少期に父が音楽学校の講師となるため渡米、母も研究に没頭していたため横浜市で「セリトス女子大学」を運営していた母方の実家に引き取られ、伯母（当時セリトス女子大学理事長）と祖父によって大学の敷地内にあった邸宅で育てられる。幼少期より聡明さと達観した性格を持ち、幼稚園児や小学生の頃から難事件を解決しているが、この頃より真相を明らかにするよりも当事者にとって最適な落とし所を見つける姿勢や、後の女性嫌いの端緒と思しき伯母への反感が見られる（『Pの密室』）。
10代の頃にはアメリカに留学して飛び級で15歳でボストンの「アメリカ有数の名門大学」へ入学（『御手洗潔のメロディ』収録｢ボストン幽霊絵画事件｣）、1969年当時は20歳そこそこの若さでコロンビア大学の助教授となるも（『摩天楼の怪人』）、1974年までには世界各地を放浪した後帰国して京都大学医学部に入学するも中退（『追憶のカシュガル』）、再度渡米し研究職やジャズ・ミュージシャンとして活躍した後日本に帰国し、占星術師となる。占星術師を廃業し、私立探偵として幾つかの事件を解決した後、北欧へ移住、スウェーデンのウプサラ大学で教鞭をとりつつ、脳科学の研究を行っている。
IQは300以上。語学に堪能で、地球上のほとんど全ての言語に通じているが、流石にヒエログリフは読めない（『水晶のピラミッド』）。ある理由からコーヒーは飲まず、紅茶派である（「数字錠」参照）。
「御手洗潔」という名前の由来は、作者である島田荘司の少年時代の渾名（あだな）「便所そうじ」から来ている。
石岡 和己（いしおか かずみ）
1950年10月9日生まれ。
御手洗の変人ぶりにあきれながらも共同生活を行う親友。美大出身でもともと本業はイラストレーターだったが御手洗が解決した事件を本にして出版するようになり、御手洗シリーズのほとんどは石岡の視点で描かれている。
変人・奇人の御手洗とは対照的に、ごく一般的な日本人といえる人物。御手洗との出会いは、とある事件の中で陰謀に巻き込まれた石岡を御手洗が救い出したというものである。以後御手洗の親友かつ彼の伝記作家となる。なお、御手洗と石岡との詳しい出会いは『御手洗潔のメロディ』収録の「さらば遠い輝き」にて描かれている。
ミステリ好きで、初期は何かと意見を言っていたが、だんだんと御手洗の知識や推理に圧倒されて、思考停止が目立つようになる。人前で話すのが苦手で、また外国語は全く話せない。

### その他
- 松崎 レオナ - ハリウッドの大女優。初登場は『暗闇坂の人喰いの木』。御手洗に恋愛感情を抱いているが、御手洗は冷たくあしらう。
- 犬坊里美 - 今どきの法学部の女子大生（のちに弁護士）。『龍臥亭事件』より、石岡との交流が深まる。御手洗が去った後の石岡にとっては貴重な外の世界との接点となっている。
- 竹越文彦 - 警視庁の刑事。『占星術殺人事件』では御手洗と対立したが、彼の推理力を実感したことと誠実な面も見せたことからその後は警察側の窓口役の立場となる。
- ハインリッヒ・フォン・レーンドルフ・シュタインオルト - スウェーデン在住のドイツ人ジャーナリスト。渡欧し研究者となって以降の御手洗の助手役。

## 漫画
1999年に、島田が原作を書下ろした漫画『御手洗くんの冒険』（みたらいくんのぼうけん）が、源一実（みなもと いちみ）作画で刊行された。これは御手洗潔の少年時代を描いた作品である。
書誌情報（作画：源一実）
- 『御手洗くんの冒険』 南雲堂 全1巻
  1. 1999年1月発行、ISBN 4-523-51401-1

- 『御手洗くんの冒険』〈新装版〉南雲堂 全3巻
  1. 2003年09月発行、ISBN 4-523-51403-8
  2. 2003年11月発行、ISBN 4-523-51404-6
  3. 2003年12月発行、ISBN 4-523-51405-4

2012年から、原点火の作画で『ミタライ 探偵御手洗潔の事件記録』として『モーニング』（講談社）にて初めて漫画化される。1編の短編・中編作品を数話に分ける形で、2012年19号（同年4月）より不定期に連載されている。時代は現代に置き換えられており、SNSや情報機器が登場する。
また2016年には映画公開に合わせてヤングマガジンに星籠の海が赤名修作画で連載された。
書籍情報
- 『御手洗潔@星籠の海』（講談社、2016年5月20日発売） 

## テレビドラマ
『天才探偵ミタライ〜難解事件ファイル「傘を折る女」〜』（てんさいたんていミタライ なんかいじけんファイル かさをおるおんな）のタイトルで、2015年3月7日21:00 - 23:10にフジテレビ系の土曜プレミアムで放送された。
原作者の島田は、NHK大河ドラマ『篤姫』で坂本龍馬役を演じた玉木が、「土間で靴を脱ぐシーン」にピンと来て御手洗役に指名したという。石岡役の堂本光一は、2007年7月にテレビ朝日系で放送された『スシ王子!』以来の約7年半ぶりのテレビドラマ出演となった。
平均視聴率は8.6%（ビデオリサーチ調べ、関東地区）。エンディングで"To be continued?"と続編を思わせるような表記があった。

### キャスト（テレビドラマ）
- 御手洗潔（脳科学者） - 玉木宏
- 石岡和己（ライター） - 堂本光一
- 高橋義彦（神奈川県警捜査一課警部） - 勝村政信
- 堅川みさと（神奈川県警捜査一課警部補） - 坂井真紀
- 下川雪子 - 小西真奈美
- 祖父江宣子 - 山野海
- 町屋詩子 - 宮澤美保
- バス運転手 - 鷲尾昇
- 下川雪恵（雪子の母） - 佐藤直子
- バスジャック犯の少年 - 秋元龍太朗
- 深夜放送の司会者（声の出演） - 徳山秀典
- リスナー - 向野章太郎
- 鑑識 - 阪田マサノブ
- スナックの常連客 - 末吉司弥、キタムラトシヒロ
- 吉田大蔵
- 福井晋
- ナレーション - 小杉十郎太

### スタッフ（テレビドラマ）
- 原作 - 島田荘司「傘を折る女」（講談社文庫『UFO大通り』所収）
- 脚本 - 寺田敏雄
- 演出 - 小林義則
- 音楽 - 羽岡佳
- スタントコーディネーター - 釼持誠
- CG - 石井教雄
- ロケ協力 - 川口市立文化財センター分館（旧田中家住宅）、川口市立グリーンセンター
- 企画協力 - アオイコーポレーション
- 編成企画 - 増本淳
- 企画 - 清水一幸、細貝康介
- プロデュース - 小椋久雄、栁川由起子
- 制作 - フジテレビ
- 制作著作 - 共同テレビ

## 映画
2015年5月2日に映画化の発表が行われ、2016年1月26日に公式サイトが開設された。映画化の発表時点で御手洗シリーズ最終作となる「星籠の海」を原作に、タイトルは『探偵ミタライの事件簿 星籠の海』（たんていミタライのじけんぼ せいろのうみ）となる。主演は、テレビドラマでも御手洗潔を演じた玉木宏で、福山市制施行100周年の2016年に公開された。

### キャスト（映画）
- 御手洗潔 - 玉木宏
- 小川みゆき - 広瀬アリス[12]
- 滝沢加奈子 - 石田ひかり
- 黒田優作 - 小倉久寛
- 小坂井准一 - 要潤
- 辰見洋子 - 谷村美月
- 槙田邦彦 - 吉田栄作
- 居比篤子 - 今野麻美
- 居比修三 - 神尾佑
- 夏島健二 - 寺脇康文
- 忽那鷹光 - 品川徹
- 春山誠治 - 片桐竜次
- 富永幸平 - 螢雪次朗
- 北王子 - 金児憲史
- 三橋博之 - 渡辺邦斗
- 須藤淳平 - 寺井文孝
- 地元有力者 - 柿辰丸

### スタッフ（映画）
- 原作 - 島田荘司「星籠の海」（講談社）
- 監督 - 和泉聖治
- 脚本 - 中西健二、長谷川康夫
- 音楽 - 岩代太郎
- 後援 - 広島県福山市
- 特別協賛 - ツネイシみらい財団、福山商工会議所、広島県経済同友会福山支部
- 協賛 - アシードホールディングス、福山電業、エブリィ、ベッセル、にしき堂
- 配給 - 東映
- 製作 - 映画「星籠の海」製作委員会（クロスメディア、ツネイシグループ、青山商事、講談社、ポニーキャニオン、サマンサタバサジャパンリミテッド、日東製網、ホーコス、一心グループ、中国新聞社、アオイコーポレーション、フューレック）